# Los Angeles Film Critics Association Awards 2000
La 26ª edizione dei Los Angeles Film Critics Association Awards si è tenuta nel dicembre 2000, per onorare il lavoro nel mondo del cinema per l'anno 2000.

## Premi
Miglior film
- La tigre e il dragone (Wo hu cang long), regia di Ang Lee
  - 2º classificato: Wonder Boys, regia di Curtis Hanson

Miglior attore
- Michael Douglas - Wonder Boys
  - 2º classificato: Javier Bardem - Prima che sia notte (Before Night Falls)

Miglior attrice
- Julia Roberts - Erin Brockovich - Forte come la verità (Erin Brockovich)
  - 2º classificato: Laura Linney - Conta su di me (You Can Count on Me)

Miglior regista
- Steven Soderbergh - Erin Brockovich - Forte come la verità (Erin Brockovich) e Traffic
  - 2º classificato: Ang Lee - La tigre e il dragone (Wo hu cang long)

Miglior attore non protagonista
- Willem Dafoe - L'ombra del vampiro (Shadow of the Vampire)
  - 2º classificato: Benicio del Toro - Traffic

Miglior attrice non protagonista
- Frances McDormand - Quasi famosi (Almost Famous) e Wonder Boys
  - 2º classificato: Zhang Ziyi - La tigre e il dragone (Wo hu cang long)

Miglior sceneggiatura
- Kenneth Lonergan - Conta su di me (You Can Count on Me)
  - 2º classificato: Steve Kloves - Wonder Boys

Miglior fotografia
- Peter Pau - La tigre e il dragone (Wo hu cang long)
  - 2º classificato: Steven Soderbergh - Traffic

Miglior scenografia
- Timmy Yip - La tigre e il dragone (臥虎藏龍)
  - 2º classificato: Don Taylor - La casa della gioia (The House of Mirth)

Miglior colonna sonora
- Tan Dun' - La tigre e il dragone (臥虎藏龍)
  - 2º classificato: Björk - Dancer in the Dark

Miglior film in lingua straniera
- Yi Yi - e uno... e due... (Yī Yī), regia di Edward Yang  ·  Giappone/ Taiwan
  - 2º classificato: La ragazza sul ponte (La fille sur le pont)  ·  Francia

Miglior film d'animazione
- Galline in fuga (Chicken Run), regia di Peter Lord e Nick Park

Miglior documentario
- Dark Days, regia di Marc Singer
  - 2º classificato: The Life and Times of Hank Greenberg, regia di Aviva Kempner

New Generation Award
- Mark Ruffalo - Conta su di me (You Can Count on Me)

Career Achievement Award
- Conrad Hall

Menzione speciale
- Charles Champlin